# Muhammad Ma Jian
Muhammad Ma Jian（马坚; محمد ماكين الصيني）(Gejiu, Yunnan, Imperio Chino, 6 de junio de 1906 - Pekín, República Popular China, 16 de agosto de 1978) escritor y jurista chino de etnia hui. Practicaba el Islam suní y, desde su membresía en el Partido Comunista de China, defendió la compatibilidad entre los principios islámicos y el marxismo. Fue miembro de la Conferencia Consultiva Política del Pueblo Chino y trabajó también como intérprete de dirigentes y diplomáticos chinos como el propio Zhou Enlai.
En 1931 fue a la Universidad al Azhar en El Cairo, donde dio conferencias sobre el confucianismo, el taoísmo y el budismo, que más tarde se publicarían.
Ma regresó a China en 1939, donde escribió un diccionario árabe-chino y tradujo el Corán al chino para que fuera más comprensible a los musulmanes de China y que más tarde sería la base de los imanes para enseñar el Corán en este país.

## Primeros años
Ma nació en 1906 en la aldea de Shadian de Gejiu, en Yunnan, durante los últimos años de la dinastía Qing. Shadian era una aldea de mayoría hui que más tarde sería el lugar del Incidente de Shadian, durante la Revolución Cultural. Cuando Ma tenía 6 años, fue enviado a la capital provincial de Kunming, donde recibiría su educación primaria y secundaria hasta los 19 años. Después de su graduación, Ma regresó a Shadian para ser profesor en la escuela primaria sino-arábica durante dos años - experiencia que, en sus propias palabras, no disfrutó.[cita requerida] Después de ello partió a estudiar con Hu Shongshan en Guyuan, una ciudad en la región hui de Ningxia. Más tarde partiría hacia Shanghái para seguir estudiando en 1929, matriculándose en la Escuela Normal Islámica de Shanghái durante otros dos años.

## Estudios en El Cairo
Tras la invasión japonesa de Manchuria en 1931, Ma fue enviado por el gobierno de la República de China a la Universidad Al Azhar en El Cairo (Egipto), para fomentar las relaciones con los países árabes. Formó parte del primer grupo de estudiantes chinos subvencionados por el Gobierno para estudiar allí, que incluía hombres que más tarde se convertirían en estudiosos chinos del Islam y el idioma árabe, como Na Zhong. Mientras estaba en El Cairo, entró en contacto con la editorial "Salafi Publishing House", vinculada a los Hermanos Musulmanes, que aceptó en 1934 publicar uno de sus libros - el primero en árabe sobre la Historia del Islam en China. Un año después, Ma tradujo las Analectas de Confucio al árabe. Mientras permanecía en la capital egipcia, también tradujo varias obras de Muhammad Abduh al chino, con la asistencia de Rashid Rida. Para promover los intereses chinos en el contexto de la segunda guerra sino-japonesa, Ma fue enviado a La Meca a principios de 1939 como parte de una delegación del hajj (peregrinaje) junto a otros 27 estudiantes - un viaje en el cual hablaron con Ibn Saud sobre la determinación de "todo el pueblo chino" a resistir a los japoneses.

## Regreso a China
Ma regresó a China en 1939. Allí editó el primer diccionario árabe-chino, mientras traducía el Corán y obras de filosofía islámica e Historia. También comenzó a trabajar como profesor de Estudios Árabes e Islámicos en la Universidad de Pekín en 1946, un papel desde el cual supervisó la introducción de los primeros cursos de lengua árabe en la educación superior china. En la Universidad de Pekín, enseñó a muchos de los más destacados arabistas chinos de la próxima generación. Su traducción inicial de los primeros 8 volúmenes del Corán fue completada en 1945, y tras ser rechazado por las casas editoriales de Pekín en 1948, fue publicado por el Departamento de Prensa de la Universidad de Pekín un año después. Tras la victoria comunista en la guerra civil china y la proclamación de la República Popular China el 1 de octubre de 1949, fue elegido miembro de la Conferencia Consultiva Política del Pueblo Chino. En 1952, otra edición de su traducción del Corán fue publicada por una editorial de Shanghái, siendo también ese año Ma uno de los fundadores de la Asociación Islámica de China. En este papel, Ma también trató de incrementar la atención pública hacia el islam, publicando diversos artículos al respecto en periódicos como el Diario del Pueblo.
Debido a sus habilidades lingüísticas, comenzó a trabajar como intérprete de alto nivel para autoridades chinas como Zhou Enlai, que contó con él en encuentros como el que sostuvo con el líder egipcio Gamal Abdel Nasser en la Conferencia de Bandung, celebrada en 1955. Ello le permitió mantener su puesto como profesor y su escaño en la CCPPCh hasta su muerte en 1978, incluso durante la creciente persecución de los musulmanes chinos en los años de la llamada Revolución Cultural. Tras su muerte, la traducción de la "Historia de los Árabes" elaborada por Philip K. Hitti fue publicada en 1979. La editorial "Prensa China de Ciencias Sociales" también publicó, de forma póstuma, su traducción completa al chino del Corán, en la cual trabajó hasta 1957 y posteriormente entre 1976 y 1978.

## Influencia
Su traducción al chino mandarín del Corán sigue siendo la más popular en la China actual, superando a versiones como las de Wang Jingzhai o Li Tiezheng. Ha sido reconocida y laureada por su fidelidad a la obra original, y ha alcanzado un estatus de "casi canónica". La calidad de esta traducción ha sido también reconocida internacionalmente, llegando incluso la Imprenta del Sagrado Corán "Rey Fahd" de Medina (Arabia Saudí) a preferirla para su edición bilingüe árabe-chino del Corán, publicada por primera vez en 1987.